# Jean-Baptiste de Lamarck
« Lamarck » redirige ici. Pour les articles homophones, voir La Marck, La Marque et Lamarque.
Jean-Baptiste de Lamarck, ou Jean-Baptiste Pierre Antoine de Monet, chevalier de La Marck, est un naturaliste français, né le 1er août 1744 à Bazentin, France, et mort le 18 décembre 1829 à Paris. D'abord botaniste, il se consacre ensuite à la zoologie des insectes et des vers. Au début du XIXe siècle, il réalise la classification des invertébrés, qui regroupent environ 80 % des animaux. Il est le premier qui utilise le terme de « biologie » pour désigner la science qui étudie les êtres vivants.
Il est aussi le premier à proposer une théorie naturaliste — ou physicaliste et non pas métaphysique — dite aussi matérialiste et mécaniste, de l'origine des êtres vivants à partir de laquelle il élabore une théorie de leur apparition par évolution naturelle. Sa théorie transformiste est fondée sur deux principes :
- la complexification croissante de l'organisation des êtres vivants sous l'effet de la dynamique interne propre à leur métabolisme ;
- leur diversification, ou spécialisation, en espèces, à la suite d'une adaptation de leur comportement ou de leurs organes à leur milieu.

Lamarck est ainsi un des premiers naturalistes à avoir supposé la nécessité théorique de l'évolution des êtres vivants. Il s'est également intéressé à la météorologie avec la publication d'un annuaire météorologique et une proposition de classification des nuages.

## Biographie

### Jeunesse
Il est né au château de Bazentin (Picardie), non loin d'Albert et de Péronne, d'une vieille famille noble comptant de nombreux militaires dont son père, Philippe de Monet, chevalier de Saint-Louis, commandant du château de Dinan, seigneur de Bazentin et de Lamarque (également écrit de la Mark ou de Lamarck) et son frère, Philippe François de Monet de Lamarck qui combattit pendant la Guerre d'indépendance américaine.
Il poursuit des études chez les jésuites d'Amiens, de 1755 à 1759, avant d'entamer une carrière militaire en 1761, sous le nom de Chevalier de Saint-Martin. Il devient officier sur le champ de bataille de Villinghausen, le 16 juillet de la même année.
Obligé de quitter l'armée, en 1765, à la suite d'un accident, il travaille pendant quelque temps pour un comptable, puis se consacre à des études de médecine et se passionne pour la botanique.

### Vie scientifique

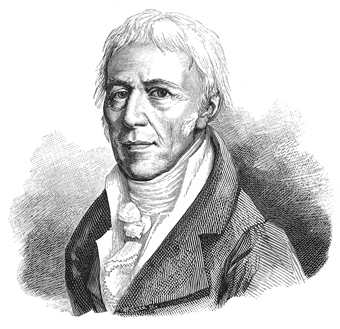
Portrait de Jean-Baptiste Lamarck, dans la Galerie des naturalistes de Jules Pizzetta, 1893.

En 1778, l'Imprimerie royale publie sa Flore française, où il donne des clefs dichotomiques permettant à chacun d'identifier les plantes. Cet ouvrage lui apporte une notoriété immédiate, et lui vaut d'être élu à l'Académie des sciences l'année suivante, avec l'appui de Buffon. D'abord membre adjoint, il devient titulaire en 1783 puis, enfin, pensionnaire, en 1790, année où, spécialiste de botanique, il n'hésite pas, à cinquante ans, à se reconvertir avec succès, étant nommé « professeur d'Histoire naturelle des Insectes et des Vers » au Jardin du Roi.
Il participe, en 1793, à la transformation du Jardin du Roi en Muséum national d'histoire naturelle, sous l'impulsion de Joseph Lakanal. Il y devient professeur de zoologie, chargé d'enseigner la zoologie des invertébrés. Il passera plusieurs années à établir une classification raisonnée des animaux invertébrés, qui représentent environ 80 % du règne animal. Il fonde également la paléontologie des invertébrés. Il travaille sur les coquilles de fossiles du bassin parisien.
C'est lui qui invente le mot « biologie » pour désigner « la science qui étudie les caractères communs aux animaux et aux plantes ».
Deux ouvrages lui valent d'être considéré comme le fondateur du transformisme : la Philosophie zoologique (1809) et l'introduction de son Histoire naturelle des animaux sans vertèbres (1815–1822).

### Vie privée
Lamarck épouse en premières noces Rosalie de La Porte (décédée le 2 octobre 1792), avec qui il a six enfants :
- Rosalie (1778-1837),
- André (1781-1817), polytechnicien, lieutenant de vaisseau
- Antoine (1786-1860),
- Charles René (né en 1787 et décédé vers 1805),
- Auguste (1791-1880), polytechnicien, ingénieur en chef des ponts et chaussées
- Cornélie (née en 1792), employée au Museum de Paris [7]

Veuf, il épouse le 9 octobre 1793 en deuxièmes noces Charlotte Victoire Reverdy (née en 1774), avec qui il a deux enfants :
- Aristide (né en 1794),
- Eugénie (1797-1822).

À nouveau veuf, il épouse le 27 mai 1798 en troisièmes noces Julie Mallet (née vers 1768 et décédée le 27 août 1819).

### Fin de vie

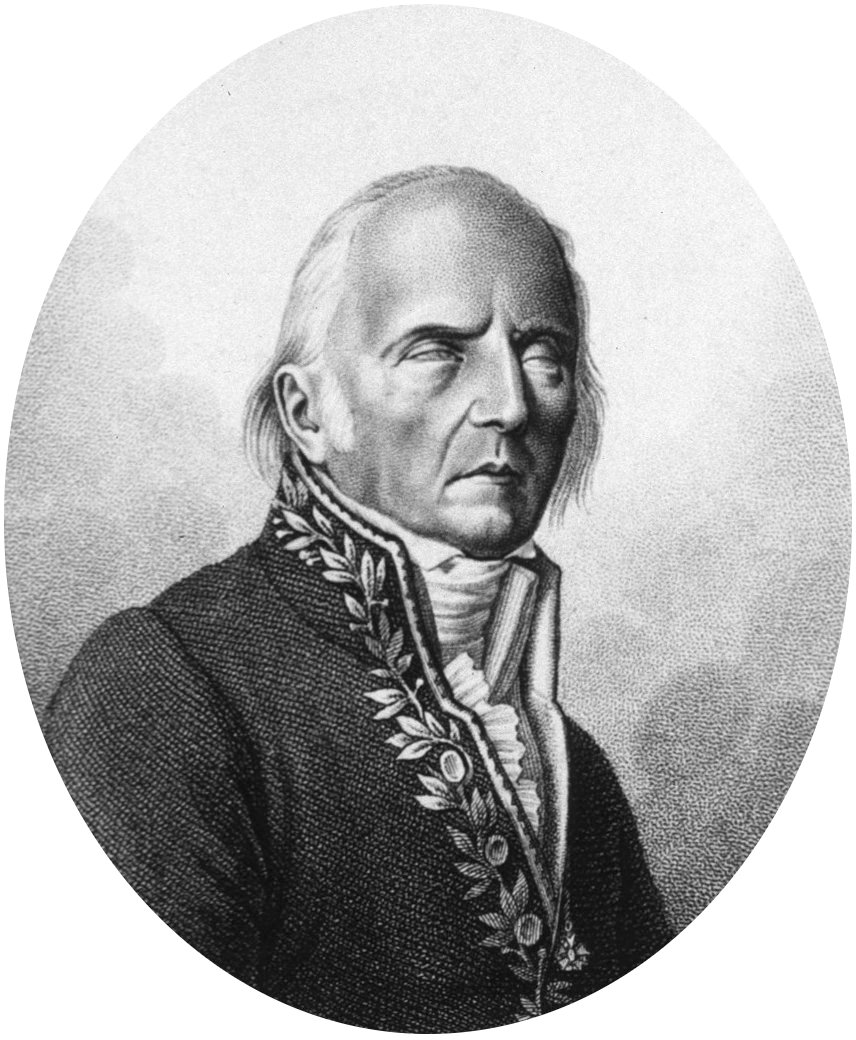
Lamarck, dans Le progrès médical, Paris, 1929.

Aveugle à la fin de sa vie, Lamarck est aidé par sa fille aînée Rosalie, qui écrit sous sa dictée une partie du tome 6 et le tome 7 de l'Histoire naturelle des animaux sans vertèbres,.
Lamarck meurt le 18 décembre 1829, à l'âge de 85 ans, dans sa maison au Muséum. Ses restes sont inhumés dans la fosse commune du cimetière du Montparnasse. Pour Goulven Laurent, il faut mettre cela « sur le manque de piété filiale » de son fils Auguste. Mais, pour d'autres auteurs, c'est un signe de misère : ainsi Jean-Henri Humbert écrit que Lamarck, « dénué de ressources », doit céder son herbier au botaniste allemand Johannes Roeper (1801–1885) ; plus récemment, Jaussaud et Brygoo affirment que « [Lamarck est] mort pauvre dans son logis du Muséum ». Or l'étude de Michel Guédès sur les revenus de Lamarck montre que celui-ci cumulait divers revenus (comme son traitement de professeur du Muséum, ses revenus de l'Académie des sciences, de la vente de ses ouvrages, etc.) atteignant la somme respectable de 9 500 F de l'époque, plus de neuf fois le salaire d'un ouvrier mais moins d'un quart des revenus opulents de Georges Cuvier (41 200 F). Lamarck vécut donc la fin de sa vie de façon tout à fait correcte. Mais il est vrai qu'il était aveugle pendant les dix dernières années de sa vie, peut-être en raison de l'abus du travail à la loupe et au microscope.
C'est sur le plan scientifique que son œuvre fut méconnue du public, mal comprise par ses contemporains, dénigrée et déformée par ses adversaires. Cette incompréhension est illustrée par une rencontre entre Napoléon Ier et Lamarck, qui lui présente un de ses livres ; François Arago la relate ainsi :

« L'Empereur […] passa à un autre membre de l'Institut. Celui-ci n'était pas un nouveau venu : c'était un naturaliste connu par de belles et importantes découvertes, c'était M. Lamarck. Le vieillard présente un livre à Napoléon.
« Qu'est-ce que cela ? » dit celui-ci. « C'est votre absurde Météorologie, c'est cet ouvrage dans lequel vous faites concurrence à Matthieu Laensberg, cet annuaire qui déshonore vos vieux jours ; faites de l'histoire naturelle, et je recevrai vos productions avec plaisir. Ce volume, je ne le prends que par considération pour vos cheveux blancs. — Tenez ! » Et il passe le livre à un aide de camp.
Le pauvre M. Lamarck, qui, à la fin de chacune des paroles brusques et offensantes de l'Empereur, essayait inutilement de dire : « C'est un ouvrage d'histoire naturelle que je vous présente », eut la faiblesse de fondre en larmes. »

Cuvier composa un éloge funèbre où il ne se priva pas de tourner en ridicule et de déformer les idées transformistes de Lamarck, auxquelles il était violemment opposé. Cet éloge, qualifié « d'éreintement académique » ne fut lu à l'Académie des sciences que le 26 novembre 1832. Il fut également traduit en anglais et constitue fort probablement l'origine de l'idée erronée selon laquelle Lamarck attribuerait la transformation des animaux à leur « volonté » et au « désir ».

## Opinions religieuses
Dans son livre Philosophie zoologique, Lamarck qualifie Dieu d'« auteur sublime de la nature ». Les opinions religieuses de Lamarck sont examinées dans le livre Lamarck, le fondateur de l'évolution (1901) par Alpheus Packard (en). Selon Packard, d'après les écrits de Lamarck, il peut être considéré comme un déiste.
Le philosophe de la biologie Michael Ruse a décrit Lamarck, « comme croyant en Dieu comme un moteur impassible, créateur du monde et de ses lois, qui refuse d'intervenir miraculeusement dans sa création ».
L'historien des sciences Jacques Roger écrit : « Lamarck était un matérialiste dans la mesure où il n'estimait pas nécessaire de recourir à aucun principe spirituel... son déisme restait vague, et son idée de la création ne l'empêchait pas de croire que tout, dans la nature, y compris les formes de vie les plus élevées, n'était que le résultat de processus naturels ».

## Contributions

### Flore française(1778)
Dans la troisième édition (1805) de cet ouvrage (pour laquelle Augustin Pyrame de Candolle apporte des échantillons de Suisse), il porte à la connaissance des plantes nouvelles. Son but est d'ordonner les végétaux selon leurs structures réelles et en même temps fournir au public une manière commode et sûre d'identifier les plantes.
Lamarck adopte la classification binaire par genre et espèce, et surtout, il invente la méthode dichotomique qui consiste à mettre celui qui cherche à déterminer une plante successivement en présence de deux termes contraires entre lesquels il doit se décider avant de passer à un autre alinéa, où il retrouve une alternative plus restreinte jusqu'à ce qu'au terme de l'opération on trouve le nom de la plante, publiant ainsi la première clé de détermination.
Ce procédé s'adresse au non-spécialiste et est encore utilisé de nos jours dans les ouvrages de botanique. Lamarck ordonne les végétaux en une série qui comporte six degrés : polypétalés, monopétalés, composés, incomplets, unilobés et cryptogames.

### La météorologie
Comme la plupart des scientifiques de cette époque, Lamarck s'est intéressé à la météorologie. Il publie de 1799 à 1810 un Annuaire météorologique, à la fois recueil d’articles scientifiques ou historiques, et calendrier des prévisions météorologiques pour l'année à venir. Napoléon lui intimera ensuite l'ordre de cesser cette publication. Parmi les sujets les plus souvent abordés, on retrouve l'influence de la lune sur les conditions météorologiques, les nuages ou la nécessité d'un réseau météorologique.
Lamarck a également proposé une classification des nuages dans ses Annuaire météorologique de 1802 et 1805, ainsi que dans son Nouveau dictionnaire d'histoire naturelle paru en 1818. Mais c'est celle que Luke Howard présenta en 1802 qui sera finalement retenue.
Lamarck, avec cet Annuaire météorologique, contribuera à la constitution d'un réseau d'observations météorologiques sur la France dont les données devaient être analysées tous les ans par le Bureau de Statistique créé pendant le consulat placé sous les ordres du ministre de l'intérieur Jean-Antoine Chaptal. Il décrit précisément ce réseau dans son Annuaire météorologique de 1807 :

« …établissement dans chacun des grands États de l'Europe, d'une correspondance d'observations météorologiques comparables, recueillies simultanément dans différents lieux de ces grands pays, chacun ayant un bureau, centre de cette correspondance, où les observations de tous les points seront sans cesse rapprochées, mises en regard dans des tableaux appropriés, et pourront, par des comparaisons suivies, offrir des connoissances qu'on a le plus grand intérêt d'acquérir. Celui-ci ressemble étrangement au Bureau Central Météorologique (BCM) qui sera mis en place en France en 1878. »

Cette passion pour la météorologie ne lui vaut pas que des honneurs. Voir la citation d'Arago donnée plus haut.

### Physique générale
Les idées de Lamarck en physique sont exposées pour l'essentiel dans l'essai Recherches sur les causes des principaux faits physiques (1794, 2 vol.) et dans un recueil d'articles, Mémoires de physique et d’histoire naturelle (1797). Lamarck expose que la matière se compose de principes essentiellement hétérogènes, qui, dans toutes leurs associations ou combinaisons, sont en déséquilibre ; il reprend une idée d'Aristote, selon laquelle une substance ne peut s’éloigner spontanément de son état naturel, d'où il déduit que la Nature, loin de produire les combinaisons, tend sans cesse au contraire à les détruire. 
Il attribue les phénomènes du son, non à la vibration de l’air et des corps sonores, mais à celle du calorique, fluide très-subtil et impondérable. 
Dans sa Réfutation de la théorie pneumatique et de la nouvelle doctrine des chimistes modernes, il déclare n’être disposé à croire aux résultats des analyses chimiques que lorsqu’on n’aura employé pour les faire, ni feu, ni sels, ni réactifs d’aucun genre, mais seulement des moyens mécaniques. Ses objections ont été insérées par Fourcroy dans sa Philosophie chimique.

### Biologie et transformisme

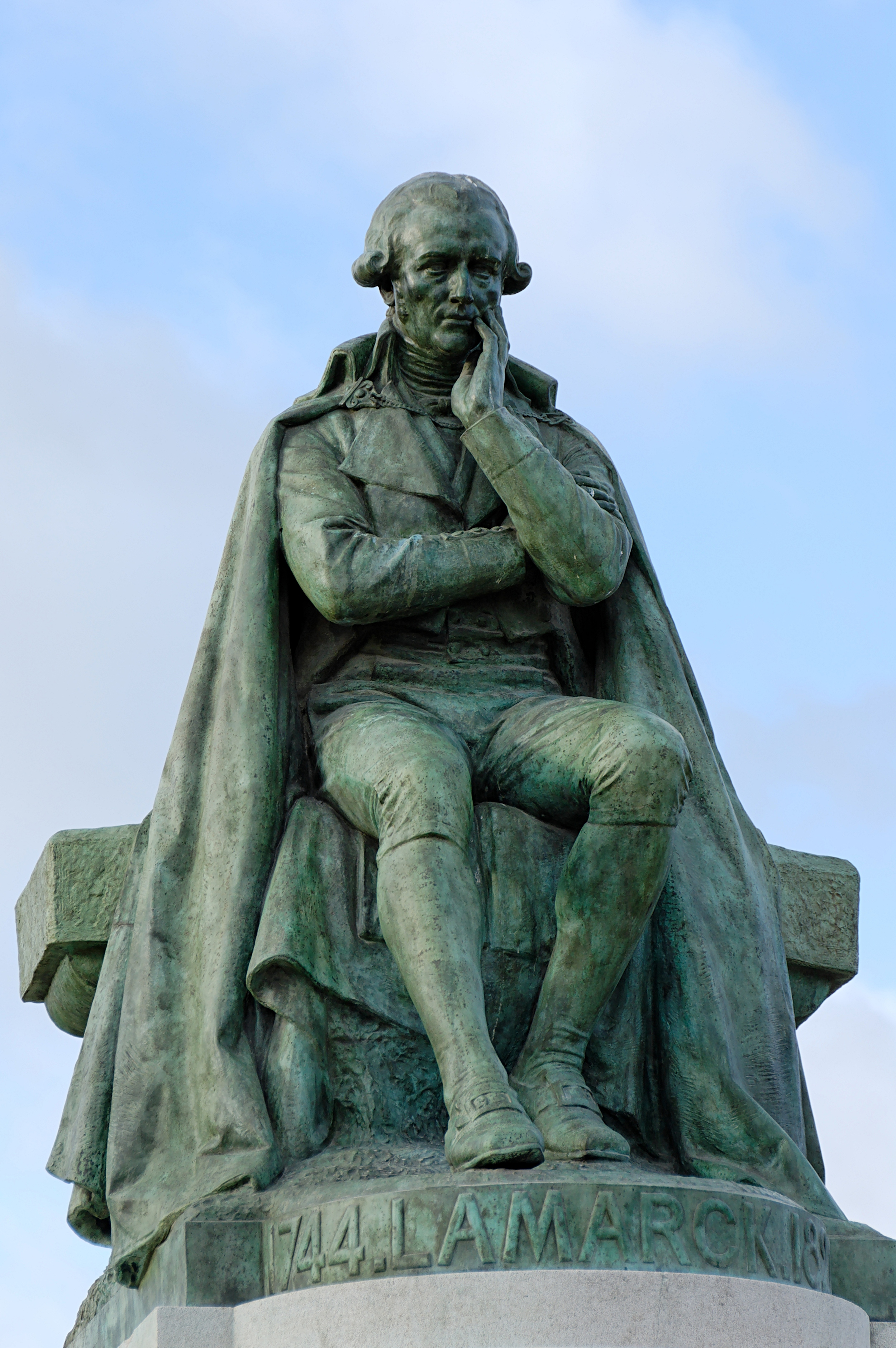
Statue par Léon Fagel, sur le monument érigé en 1909 par souscription universelle au jardin des plantes de Paris.

On fait souvent de Lamarck un précurseur malheureux de Charles Darwin, parce que, bien qu'ayant exposé une théorie de l'évolution, il n'a pas découvert le mécanisme de la sélection naturelle. C'est là une vue rétrospective erronée. Les projets et réalisations scientifiques de Lamarck et de Darwin sont en fait profondément différents.
En effet, Lamarck cherche d'abord à comprendre et expliquer les êtres vivants en tant que phénomènes physiques, et c'est pourquoi il invente la biologie et élabore une théorie des êtres vivants. Darwin, quant à lui, cherche avant tout à réfuter les « créations spéciales » du pasteur William Paley, qui, dans sa Théologie naturelle (1803) expliquait la création du monde vivant et l'origine de toutes les espèces par l'intervention consciente et réfléchie de Dieu en personne, en les remplaçant par le mécanisme aveugle, non-intentionnel et impersonnel de la sélection naturelle. Dans De l'origine des espèces (1859), Darwin ne propose aucune théorie des êtres vivants (voir Darwin et la notion de vie), il ne cherche qu'à expliquer l'adaptation des êtres vivants à leurs conditions d'existence par la sélection naturelle, mécanisme que l'on appliquera ensuite à toute l'évolution du vivant et à partir duquel les scientifiques allaient élaborer la théorie synthétique de l'évolution dans la seconde moitié du XXe siècle.
La différence entre les conceptions de Lamarck et celles de Darwin se situe en réalité sur la tendance à la complexification des êtres vivants au cours de l'évolution.

#### L'invention de la biologie
Le terme « biologie » (du grecs bios (βιος), « vie », et logos (λογος), « science ») a été inventé au début du XIXe siècle (en 1802), notamment par Lamarck :

« Tout ce qui est généralement commun aux végétaux et aux animaux, comme toutes les facultés qui sont propres à chacun de ces êtres sans exception, doit constituer l'unique et vaste objet d'une science particulière qui n'est pas encore fondée, qui n'a même pas de nom, et à laquelle je donnerai le nom de biologie. »

Jean-Baptiste Lamarck est le fondateur de la biologie en tant que science de la vie ou science des êtres vivants. Il est parmi ceux qui ont inventé le mot, mais surtout, il comprend la biologie comme une science à part entière, comme une science autonome : c’est-à-dire une science distincte non seulement de la physique et de la chimie, mais aussi de la taxonomie, de l’anatomie, de la physiologie et de la médecine. Pour Lamarck, la biologie a pour but d’étudier les caractères communs aux animaux et aux végétaux, caractères par lesquels ils se distinguent des objets inanimés.

#### Une théorie des êtres vivants
Lamarck commence par constater qu’il existe un « hiatus immense » entre les « corps physiques » et les « corps vivants ». À partir de là, il cherche à déterminer la spécificité des êtres vivants par rapport aux objets inanimés qu’étudie la physique (et donc incidemment aux machines que cette science permet de construire, même si Lamarck n'étudie pas cette question; voir animal-machine).
Cette spécificité réside selon lui dans l’organisation de la matière qui constitue les êtres vivants. Mais cet « ordre de choses » n'est pas fixe et déterminé une fois pour toutes (comme dans une machine), car l'être vivant naît, se développe et meurt. Cette organisation est donc plus qu'une auto-organisation de la matière sous l'effet des contraintes extérieures (par exemple dans la formation d'un cristal de neige), elle est aussi auto-catalytique, c'est-à-dire qu'elle engendre elle-même les conditions propres à son développement.
La principale caractéristique d'un être vivant, par rapport aux objets inanimés et aux machines, est qu'il est « un corps qui forme lui-même sa propre substance » à partir de celle qu'il puise dans le milieu. De ce phénomène d'assimilation, découlent tous les autres phénomènes propres au vivant : la régénération et le renouvellement de leurs tissus, la reproduction et le développement de l'organisme et enfin l'évolution au cours du temps par acquisition d'organes diversifiés et de facultés plus éminentes.
Lamarck explique la dynamique interne propre aux êtres vivants comme étant le produit de fluides qui en se solidifiant constituent les organes qui canalisent et accélèrent la circulation des fluides et ainsi de suite, permettant le développement de l'organisme en son entier.
Sa théorie sur ce point comprend trois éléments essentiels, issus de la biologie mécaniste des XVIIe et XVIIIe siècles : des « parties contenantes » (les tissus), des « fluides contenus » (le sang, la lymphe, etc.), et une « cause excitatrice » qui provoque le mouvement des fluides dans les parties contenantes. Cette division en parties contenantes et fluides contenus (ce que Claude Bernard nommera plus tard le « milieu intérieur » de l'être vivant) signifie qu'un être vivant est essentiellement une masse de matière plus ou moins souple. La nouveauté tient à ce que, au lieu de se faire dans des tuyaux déjà en place, le mouvement des fluides organise en parties différenciées le tissu originellement indifférencié.
L'organogenèse se fait par le mouvement des fluides qui se fraient des passages au sein du « tissu cellulaire » (c'est-à-dire le tissu conjonctif aujourd'hui), le compriment et provoquent la formation de membranes. En retour, cette organisation facilite et active le mouvement des fluides ; activation qui accroît l'organisation et la différenciation des parties, et ainsi de suite (à quoi s'ajoute une excitabilité du tissu qui, chez les animaux, exacerbe le mouvement organisateur).
Il reprend en cela l'embryogenèse de Descartes – laquelle est radicalement à l'opposé de son idée d'animal-machine – qu'il augmente des connaissances physiologiques de son temps. Lamarck, avant toute chose expose ainsi une théorie physique des êtres vivants à partir de laquelle il élabore ensuite une théorie de la transformation et de l'évolution des êtres vivants.

##### Vitalisme et mécanisme
La théorie des êtres vivants de Lamarck a souvent été assimilée au vitalisme, notamment par des néo-lamarckiens, car il lui est arrivé d'utiliser parfois l'expression « force vitale » dans ses écrits. Les vitalistes ont fait de la « force vitale » une force comparable à celle de la gravitation, mais que seuls les êtres vivants posséderaient et qui serait inconnaissable. Lamarck ne cherche pas à expliquer cette « force vitale », mais comment la vie se manifeste dans les êtres vivants en tant qu'organisation de la matière et en tant que processus physique et rien d'autre, sans faire intervenir une quelconque force, mystérieuse et inconnaissable. En cela, il s'oppose aux conceptions de Xavier Bichat. Lamarck utilise le terme de « force vitale » pour qualifier la conséquence de ces mécanismes, pour désigner le résultat des processus physiques à l'œuvre dans le vivant, et non pour désigner la cause qui animerait la dynamique interne du métabolisme des êtres vivants, contrairement à ce qu'avançaient les vitalistes.

##### La transmission des caractères acquis
Pendant longtemps — et même encore aujourd'hui — on a réduit le système de Lamarck à la seule hérédité des caractères acquis et aux effets de l'usage et du non-usage des organes des êtres vivants ; autrement dit à une théorie de l'adaptation sous l'influence directe du milieu. Le transformisme de Lamarck ne se comprend bien que si on prend en compte sa biologie générale. Or celle-ci est exposée dans le second volume de la Philosophie zoologique, et le transformisme de la première partie en découle ; mais c'est cette première qui est souvent publiée à part et qui est la plus lue.
La transmission des caractères acquis était admise depuis Aristote, jusqu'à August Weismann, qui à la fin du XIXe siècle la rejettera, plus pour des raisons théoriques qu'il ne la réfutera expérimentalement. Lamarck, dans toute son œuvre, ne propose aucune théorie de l'hérédité, il ne fait que reprendre les idées courantes chez les savants de son époque sur le sujet. Lamarck n'a, pas plus que ces prédécesseurs, théorisé cette transmission, il n'a fait que l'intégrer sans la discuter à sa propre théorie de l'évolution, comme le montrent ces citations :
« 4e loi : Tout ce qui a été acquis, tracé ou changé dans l'organisation des individus pendant le cours de leur vie, est conservé par la génération, et transmis aux nouveaux individus qui proviennent de ceux qui ont éprouvé ces changements.

Cette loi, sans laquelle la nature n'eût jamais pu diversifier les animaux. comme elle l'a fait, et établir parmi eux une progression dans la composition de leur organisation et dans leurs facultés, est exprimée ainsi dans ma Philosophie zoologique. « Tout ce que la nature a fait acquérir ou perdre aux individus par l'influence des circonstances dans lesquelles leur race se trouve depuis longtemps exposée, et, par conséquent, par l'influence de l'emploi prédominant de tel organe ou par celle d'un défaut constant d'usage de telle partie, elle le conserve, par la génération, aux nouveaux individus qui en proviennent, pourvu que les changements acquis soient communs aux deux sexes, ou à ceux qui ont produit ces nouveaux individus. » Cette expression de la même loi offre quelques détails qu'il vaut mieux réserver pour ses développements et son application quoiqu'ils soient à peine nécessaires. »
C'est toutefois Charles Darwin, dans La variation des animaux et des plantes sous l'effet de la domestication (1868), qui donnera une formulation théorique à cette transmission des caractères acquis.
Depuis le milieu des années 1990, certains chercheurs mettent en évidence la possibilité d'une interprétation lamarckienne dans l'évolution des espèces avec la découverte de l'hérédité épigénétique : certains mécanismes épigénétiques pourraient constituer une forme d'hérédité des caractères acquis.

#### Une théorie de l'évolution
Cette dernière consiste en deux tendances opposées, mais complémentaires : d'une part, la complexification sous l'effet de la dynamique interne due à l'organisation des êtres vivants, qui enrichit les organismes d'organes et de fonctions nouvelles ; d'autre part, la diversification des organismes en fonction des circonstances qu'ils rencontrent, c'est-à-dire une forme d'adaptation de l'être vivant à son milieu.

##### L'origine de la vie: la génération spontanée
Lamarck considère que les êtres vivants les plus simples, les « infusoires », apparaissent par génération spontanée. Ces êtres sont des petites masses gélatineuses avec quelques mouvements de fluides internes, provoqués par la chaleur. La simplicité de leur organisation leur permet d'apparaître spontanément, comme le produit naturel des lois physiques. Ils sont le produit du libre jeu des phénomènes physiques, ce qui revient à considérer que l'apparition de la vie sur terre ne nécessite aucune intervention divine, puisque les seules lois de la nature suffisent.

« C’est là quelque chose de fondamental, c’est la principale justification de son transformisme : la nature crée directement les formes les plus simples, mais elle ne peut créer ainsi les formes les plus complexes ; celles-ci dérivent nécessairement des premières dans un processus temporel extrêmement long. De la sorte Lamarck parvient à concilier la vie (y compris celle des formes les plus complexes) avec les lois de la physique. La vie des formes simples provient directement de l’application actuelle de ces lois ; celle des formes complexes résulte de leur application dans une organisation « autocatalytique » pendant un nombre considérable de générations »

À partir de ces êtres très simples, se forment des êtres un peu plus complexes, bénéficiant de l'organisation des premiers qui leur a été transmise par ce que l'on appelle depuis August Weismann l'hérédité des caractères acquis (voir ci-dessous). À partir d'eux s'en forment d'autres encore plus complexes, et ainsi de suite, jusqu'à ce que soient formés des êtres vivants aussi compliqués que les mammifères et l'homme. Et cela sans faire appel à autre chose qu'aux lois de la physique.
En 1809, Lamarck pensait que les infusoires apparaissaient de manière permanente, et qu'à partir de là de nombreuses espèces se diversifiaient selon une série continue et linéaire, pendant que d'autres disparaissaient. Il expliquait ainsi la présence simultanée des différentes espèces à des stades divers de complexification. L'évolution se présentait ainsi comme une sorte de tapis roulant, où se complexifiaient diverses lignées, apparues les unes à la suite des autres.
En 1815, Lamarck opte pour une évolution buissonnante, et semble revenir sur son idée de la génération spontanée continue, s'orientant ainsi vers une conception plus moderne de l'évolution.

##### La tendance à la complexification
On peut comprendre la tendance à la complexification des espèces, c'est-à-dire l'apparition des ordres, classes et embranchements, comme une conséquence de l'accroissement autocatalytique du mouvement des fluides, d'abord dans l'individu, puis à travers les générations successives. Ce mouvement étant responsable de l'organisation de l'être vivant, et son accroissement étant la cause de la complexification de cette organisation au cours du développement embryonnaire de l'individu, on ne fait donc que prolonger ce principe à travers les générations, à la faveur de l'hérédité des caractères acquis. La reproduction sert de relais entre les étapes successives nécessaires à la nature dans ses productions faute d'une complexification continue d'un seul être (elle-même liée à l'endurcissement des tissus lors du développement). La complexification des espèces repose donc sur le même principe que la complexification progressive de l'organisme au cours du développement ; l'une prolonge l'autre à travers les générations.
Lamarck différencie l'animal et le végétal par le fait que les tissus du premier sont irritables, alors que ceux du second ne le sont pas. L'irritabilité est la faculté de répondre, par une contraction, à une stimulation quelconque. Chez les animaux, la principale conséquence de l'irritabilité des tissus est une intériorisation de la cause excitatrice des mouvements de fluides, surtout chez les animaux supérieurs. Ceux-ci sont alors beaucoup moins dépendants du milieu extérieur que les animaux inférieurs et les végétaux, pour tout ce qui concerne les mouvements de fluides. Ainsi la vie des animaux supérieurs acquiert-elle une plus grande autonomie par rapport au milieu, ce qui a des conséquences importantes pour la transformation des espèces.
Si Lamarck emploie les expressions de « progrès dans l'organisation » et de « perfectionnement des organismes », il ne faut pas se méprendre sur leur sens en y projetant l'idéologie du progrès actuelle. Lamarck a constaté empiriquement l'existence d'une échelle de complexification des êtres vivants, des « infusoires » à l'homme ; il emploie le terme de « progrès » dans le sens d'une progression à travers une suite graduelle de complexité non comme tension vers une fin idéale, et le terme de « perfectionnement » dans le sens d'acquérir des facultés plus éminentes, de nouvelles fonctions et des organes différenciés, non comme une augmentation des performances ou une meilleure adaptation au milieu. Il faut éviter de projeter là-dessus un jugement de valeur inspirée par l'analogie avec le progrès technique.
Pour Lamarck, cette complexification des êtres vivants n'est donc pas attribuable au seul hasard, ce n'est pas un accident, c'est un produit nécessaire de la dynamique interne des êtres vivants ; seule sa forme est contingente, étant le produit des circonstances.
Une interprétation erronée de cette tendance à la complexification des êtres vivants au cours de l'évolution consiste à l'amalgamer à l'idée mystique de l'échelle des êtres. Or, dans l'introduction de son Histoire naturelle des animaux sans vertèbres (1815), Lamarck s'oppose explicitement à un tel amalgame :

« Assurément, je n’ai parlé nulle part d’une pareille chaîne : je reconnais partout, au contraire, qu’il y a une distance immense entre les corps inorganiques et les corps vivants, et que les végétaux ne se nuancent avec les animaux par aucun point de leur série. Je dis plus ; les animaux mêmes, qui sont le sujet du fait que je vais exposer, ne se lient point les uns aux autres de manière à former une série simple et régulièrement graduée dans son étendue. Aussi, dans ce que j’ai à établir, il n’est point du tout question d’une pareille chaîne, car elle n’existe pas. (p. 130) »

La ressemblance de cette « chaîne des êtres » avec la tendance à la complexification est donc superficielle. Dans l'introduction de son Histoire naturelle des animaux sans vertèbres, Lamarck corrige le schéma linéaire qu'il avait avancé dans sa Philosophie Zoologique (1809) pour lui substituer un schéma buissonnant de l'évolution des espèces.

##### La tendance à la diversification

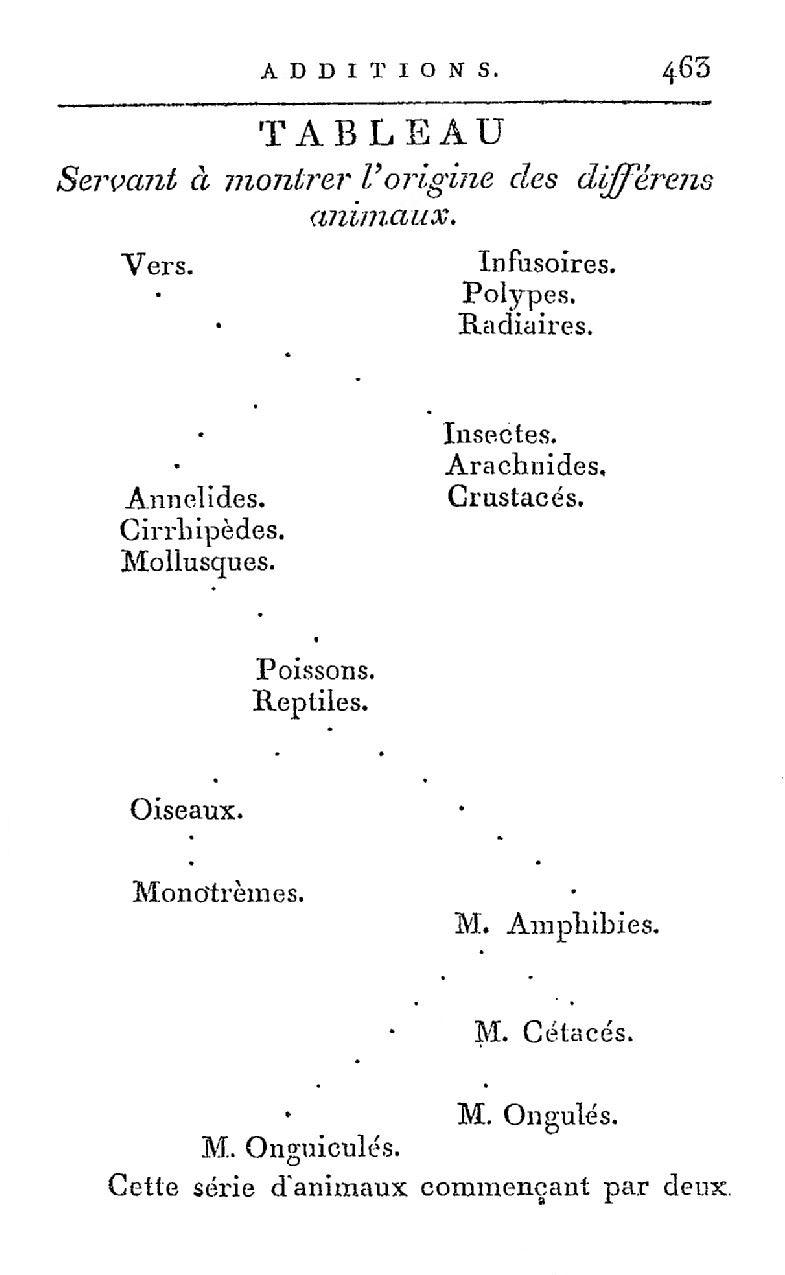
Le tableau inclus en 1809 par Lamarck dans sa Philosophie zoologique, l'un des plus anciens arbres phylogénétiques connus.

Selon Lamarck, si la tendance à la complexification avait été seule à jouer, la progression de la composition des animaux eût été régulière. C'est une question sur laquelle il revient plusieurs fois ; notamment pour expliquer que dans la nature on ne trouve pas une échelle régulière des êtres, mais seulement une gradation par « grandes masses » ; à l'intérieur de ces « grandes masses » les êtres ne respectent pas une gradation linéaire, mais ils ont une diversité qui est la conséquence de la diversité des circonstances auxquelles s'est heurtée la tendance à la complexification. Les circonstances sont donc responsables de la diversité des espèces, et, en même temps, ce sont des perturbations de la régularité de l'« ordre naturel », qui n'apparaît alors que dans ses grandes lignes.
L'influence des circonstances est plus ou moins marquée, selon les parties de l'être qu'elle touche. Moins un organe est essentiel à la vie, plus facilement il pourra varier au gré des circonstances, et donc plus ses transformations s'éloigneront d'une complexification linéaire. C'est notamment le cas des organes qui sont en relation directe avec les circonstances extérieures. Les organes dont le fonctionnement est purement interne, sans relation directe avec le milieu extérieur seront moins facilement modifiés par les circonstances. Comme souvent ces organes sont les plus importants, cette constatation est utile à la classification des formes vivantes, car elle permet de déterminer ce qui chez elles est essentiel et ce qui est accidentel.
Chez l'animal, du moins chez l'animal un peu évolué, les circonstances externes n'agissent pas directement. Les nouvelles circonstances créent de nouveaux besoins ; ceux-ci entraînent de nouvelles actions de l'animal, qui deviennent de nouvelles habitudes et modifient son corps selon le principe « la fonction fait l'organe » (bien que Lamarck ne l'ait jamais formulée ainsi) ; laquelle modification devient héréditaire sous certaines conditions. Les circonstances ne peuvent donc que déclencher une action, et non modifier directement l'organisation corporelle (comme chez les végétaux) ; et c'est cette action qui, répétée, modifie le corps. Inversement, le défaut d'utilisation d'un organe, non seulement l'affaiblit, mais le fait disparaître. Lamarck donne donc la priorité aux besoins, et non aux organes.
Il en donne quelques exemples connus qui sont cités en général avec ironie, notamment celui du cou de la girafe. Voici ce qu'écrit Lamarck à propos de la girafe :

« Relativement aux habitudes, il est curieux d'en observer le produit dans la forme particulière et la taille de la girafe (camelo-pardalis) : on sait que cet animal, le plus grand des mammifères, habite l'intérieur de l'Afrique, et qu'il vit dans des lieux où la terre, presque toujours aride et sans herbage, l'oblige de brouter le feuillage des arbres, et de s'efforcer continuellement d'y atteindre. Il est résulté de cette habitude, soutenue, depuis longtemps, dans tous les individus de sa race, que ses jambes de devant sont devenues plus longues que celles de derrière, et que son col s'est tellement allongé, que la girafe, sans se dresser sur les jambes de derrière, élève sa tête et atteint à six mètres de hauteur (près de vingt pieds). »

— Lamarck, Philosophie zoologique
Darwin et d'autres auteurs anglo-saxons semblent en avoir déduit que c'était la volonté de l'animal qui était à l'origine de la transformation de certains organes. Cette interprétation erronée des idées de Lamarck, inspirée par l’Éloge funèbre écrit par Cuvier, semble venir d'une erreur dans la traduction anglaise de la Philosophie zoologique, où l'idée que l'effort résultant des habitudes dans la satisfaction des besoins de l'être vivant a été improprement traduit par le terme désir. L’Éloge funèbre de Cuvier est à peine moins anthropomorphique : « c'est à force de vouloir nager qu'il vient des membranes aux pieds des oiseaux d'eau ; à force d'aller à l'eau, à force de ne vouloir pas se mouiller, que les jambes s'allongent à ceux de rivage ; à force de vouloir voler, que les bras de tous se produisent en ailes, et que les poils et les écailles s'y développent en plumes : et que l'on ne croie pas que nous ajoutions ni retranchions rien, nous employons les propres termes de l'auteur ».

#### La nécessité théorique de l'évolution
Lamarck cherchait à comprendre ce qui différencie les êtres vivants des objets inanimés étudiés par la physique. En effet, l'existence même des êtres vivants atteste le fait de l'évolution parce que leur présence ne pourrait résulter du seul jeu actuel des phénomènes physico-chimiques. Par exemple, un flocon de neige ou n'importe quel cristal de glace est le produit de circonstances atmosphériques particulières (humidité de l'air, température, etc.) à un instant donné, et il disparaîtra avec elles. Le flocon de neige est le produit du seul jeu actuel des conditions atmosphériques, et dès que celles-ci se modifient, il se transforme en conséquence ; éventuellement commence à fondre. Le flocon de neige est tout entier le jouet des circonstances qui l'environnent immédiatement, il ne possède en lui-même aucune activité autonome qui puisse maintenir son organisation, au contraire d'un être vivant.
N'importe quel être vivant, même les plus simples actuellement connus (et ils sont fort différents et certainement déjà beaucoup plus complexes que les tout premiers êtres vivants apparus il y a environ 3,5 milliards d'années), ne peuvent se former spontanément à partir des circonstances actuelles. Non seulement il n'y a pas de génération spontanée de mammifères évolués, comme des souris ou des rats à partir de vieux chiffons, comme on le pensait encore au XVIIIe siècle, mais il n'y a pas non plus de génération spontanée des bactéries les plus simples, comme Pasteur l'a établi plus tard.
Tout être vivant naît à partir d'un être vivant. De là, s'il existe des organismes plus complexes que d'autres (ne serait-ce que des êtres pluricellulaires, qui ont une organisation différente des êtres unicellulaires, comme les bactéries), c'est nécessairement qu'il y a eu une histoire pour en arriver là, c'est-à-dire une évolution des espèces.
Autrement dit, l'idée d'évolution a une nécessité théorique, elle est nécessaire pour expliquer la présence des êtres vivants complexes et diversifiés, c'est-à-dire des êtres vivants qui ne sont pas seulement le produit du jeu actuel des phénomènes physico-chimiques, mais également le produit d'une construction et d'une élaboration historique de ces phénomènes en une organisation de plus en plus complexe et différenciée.
Lamarck avait le premier compris ce point.

#### Darwin et Lamarck

##### Opinions de Darwin sur Lamarck
Bien que Charles Darwin ait cité Lamarck dans la Notice historique ajoutée à la troisième édition de De l'origine des espèces comme « le premier qui éveilla par ses conclusions une attention sérieuse sur le sujet [de De l'origine des espèces] », sa correspondance privée révèle un jugement beaucoup plus négatif.
« Vous faites souvent allusion à l'œuvre de Lamarck ; je ne sais ce que vous en pensez, mais cela m'a paru extrêmement pauvre ; je n'y ai puisé ni un fait ni une idée. »
— Lettre de Darwin à C. Lyell du 11 octobre 1859
« Je considère, après l'avoir lu [la Philosophie zoologique de Lamarck] à deux reprises avec soin, comme un livre misérable (je me rappelle bien ma surprise) dont je n'ai tiré aucun profit. »
— Lettre de Darwin à C. Lyell du 12 mars 1863

##### Controverse
Les projets scientifiques que portent les théories de Lamarck et Darwin sont différents.
Lamarck cherchait une explication physique de l'être vivant, et c'est pourquoi il a fondé la biologie en tant que science à part entière : il cherchait à comprendre en quoi les êtres vivants se distinguent des objets inanimés que les sciences physiques étudient (et, pourrait-on ajouter, des machines que les résultats de ces sciences permettent de construire, bien que Lamarck n'aborde pas spécifiquement ce problème – on ne trouve que deux passages dans la Philosophie zoologique qui peuvent laisser penser qu'il ne considère pas les êtres vivants comme des machines). L'évolution est une conséquence logique et nécessaire de sa conception de l'être vivant (cf. La nécessité théorique de l'évolution ci-dessus) en tant que phénomène physique se complexifiant avec le temps.
Darwin, quant à lui, cherche seulement à réfuter les « créations spéciales », l'intervention divine dans la production des espèces ; doctrine créationniste qu'il avait reçue lors de ses études de théologie à Cambridge avec les ouvrages du pasteur William Paley. Darwin ne se préoccupe pas de savoir ce qu'est un être vivant, il ne formule aucune théorie sur ce point. Au contraire, il reprend l'idée que l'être vivant est comme une machine, idée dont Paley se servait pour montrer que seul un « suprême ingénieur » ou un « grand horloger » pouvait avoir créé des machines aussi bien agencées et adaptées à leur milieu. Darwin, en expliquant la formation de ces « machines », leur adaptation à leurs conditions d'existence, par l'action de la sélection naturelle, en quelque sorte laïcise l'idée de l'être vivant comme machine : il arrache cette conception à la théologie naturelle et la fait rentrer dans le giron de la science de son temps.
André Pichot va jusqu'à dire qu'il faudrait inverser les qualificatifs concernant ces deux théories : le transformisme lamarckien est une théorie de l'évolution, tandis que l'évolutionnisme darwinien est surtout une transformation adaptative des espèces. En effet, pour les darwiniens, l'évolution est le produit du hasard des variations et de la sélection naturelle. Elle n'a aucune nécessité théorique, puisque comme le dit par exemple Stephen Jay Gould, la complexification des êtres vivants est uniquement le produit du hasard et de la contingence.
La nécessité théorique de l'évolution mise en avant par Lamarck est méconnue de la majeure partie des évolutionnistes.
Selon Yves Delage, « il serait plus juste de voir en eux deux champions de la même cause, ayant combattu pour le triomphe de la même idée, ayant acquis les mêmes droits à notre reconnaissance ».

##### Lamarck et le créationnisme
Pour Lamarck, Dieu n'est pas la puissance qui a créé le monde tel que nous le voyons actuellement :

« Sans doute, il faudrait être téméraire, ou plutôt tout-à-fait insensé, pour prétendre assigner des bornes à la puissance du premier Auteur de toutes choses ; mais, par cela seul, personne ne peut oser dire que cette puissance infinie n’a pu vouloir ce que la nature même nous montre qu’elle a voulu.
Cela étant, si je découvre que la nature opère elle-même tous les prodiges qu’on vient de citer ; […] ne dois-je pas reconnaître dans ce pouvoir de la nature, c’est-à-dire, dans l’ordre des choses existantes, l’exécution de la volonté de son sublime Auteur, qui a pu vouloir qu’elle ait cette faculté ?
Admirerai-je moins la grandeur de la puissance de cette première cause de tout, s’il lui a plu que les choses fussent ainsi ; que si, par autant d’actes de sa volonté, elle se fût occupée et s’occupât continuellement encore des détails de toutes les créations particulières, de toutes les variations, de tous les développements et perfectionnements, de toutes les destructions et de tous les renouvellements ; en un mot, de toutes les mutations qui s’exécutent généralement dans les choses qui existent ?
Or, j’espère prouver que la nature possède les moyens et les facultés qui lui sont nécessaires pour produire elle-même ce que nous admirons en elle. »

— Jean-Baptiste Lamarck, Philosophie zoologique, Paris, Flammarion, 1994 [1809], p. 109-110.
Autrement dit, Dieu ne serait pas moins sage ni moins puissant s'il avait créé une nature ayant la capacité de créer les formes vivantes peu à peu, en commençant par les plus simples qui se complexifient progressivement au cours du temps, au lieu, comme le soutiennent les doctrines créationnistes, d'avoir créé individuellement les différents êtres et espèces directement dans la forme que nous leur connaissons aujourd'hui. De cette manière, Lamarck évacue habilement Dieu — « le sublime Auteur de toutes choses » — des sciences de la nature en reléguant Son intervention à l'origine de l'Univers : Dieu a créé les lois qui régissent la matière, donné l'impulsion première et ensuite Il assiste en spectateur aux résultats de cette expérimentation. Que cette conception de l'intervention divine soit une expression sincère des croyances religieuses de Lamarck ou une simple rhétorique destinée à donner le change à l'Église, il n'en reste pas moins qu'ainsi relégué dans les limbes inaccessibles des origines de l'Univers, ce Créateur, une fois l'acte de création réalisé, est totalement absent de l'histoire naturelle.
C'est là un rejet du créationnisme plus habile que celui de Darwin, puisque Lamarck, une fois dit cela, peut se consacrer pleinement à l'étude des êtres vivants, de la nature et de leur transformations sans faire intervenir la volonté divine, des forces mystérieuses ou inconnaissables et sans plus s’encombrer des arguments et de la rhétorique de la Théologie naturelle de William Paley.

## Publications
Voir aussi les listes des publications de Lamarck disponibles sur Gallica, sur Biodiversitylibrary et sur Google.
- Flore française, 1778.
  - tome 1
  - tome 2
- Flore française, 1795, 2e éd.
  - tome 1
  - tome 2
  - tome 3
- Flore française, 1805, 3e éd..
  - tome 1
  - tome 2
  - tome 3
  - tome 4
  - tome 4, 2e partie
- Flore française, 1815, 3e éd. augmentée.
  - tome 1
  - tome 2
  - tome 3
  - tome 4, vol. 4
  - tome 4, vol. 5
  - tome 5
- L'Illustration des genres, 1783.
- Articles dans L'Encyclopédie botanique, 1783–1796.
  - Encyclopédie de la Botanique de Lamarck

Comprend les 1 000 planches représentant les 2 900 espèces de la botanique de Lamarck
- Recherches sur les causes des principaux faits physiques, 1794.
- Recherches sur les causes des principaux faits physiques, vol. 1, Milan, Luigi Veladini, 1795 (lire en ligne)
- Réfutation de la théorie pneumatique, 1796.
- Mémoires de physique et d'histoire naturelle, 1797.
- Mémoire sur la matière du son, 1799.
- Discours d'ouverture [des cours de zoologie donnés dans le Muséum d'histoire naturelle], an VIII [1800], an X [1802], an XI [1803] et 1806, t. XI (avec avant-propos de Alfred Giard et introduction bibliographique de Marcel Landrieu), Paris, Bulletin scientifique de la France et de la Belgique, 1907 (1re éd. 1800), 157 p. (lire en ligne)
- Annuaires météorologiques, 1800–1810.
- Système des animaux sans vertèbres, 1801.
- Recherches sur l’organisation des corps vivants, 1802.
  - Recherches sur l'organisation des corps vivans, Linda Hall Library.
  - Éditions Fayard, coll. « Corpus des œuvres de philosophie en langue française », 1986.
- Hydrogéologie, 1802 (lire en ligne [sur books.google]).
- Philosophie zoologique, 1809.
  - tome 1
  - tome 2
  - sur Wikisource
  - Flammarion, coll. « GF », 1994 (présenté et annoté par André Pichot).
  - traduction en anglais par Hugh Elliot, 1914
- Extrait du cours de zoologie sur les animaux sans vertèbres, 1812.
- Système des animaux sans vertèbres, 1801
- Histoire naturelle des animaux sans vertèbres, 1815–1822.
  - tome 1, 1815
  - tome 2, 1816
  - tome 3, 1816
  - tome 4, 1817
  - tome 5, 1818
  - tome 6, 1819
  - tome 7, 1822
- Système analytique des connaissances positives de l’homme, 1820
  - PUF, coll. « Quadrige », 1988.

Lamarck dirigea la réalisation de l'ensemble des volumes consacrés à la « Botanique » par l’Encyclopédie méthodique.

## Hommages
- Il existe une station du métropolitain nommée Lamarck-Caulaincourt dans le 18e arrondissement de Paris.
- Une statue de Lamarck en bronze par Léon Fagel a été érigée en 1909 à l'entrée du jardin des plantes de Paris.
- Un monument avec un buste de Lamarck en pierre, œuvre d'Albert Roze, a été érigé à l'emplacement de sa maison natale à Bazentin (Somme).
- La girafe de Norton Sax située à Bazentin le petit, village natal de Lamarck[37]
- La Cité scolaire d'Albert (Somme) située à quelques kilomètres de son village natal : (lycée public général et professionnel, antenne du Greta des Hauts de Somme[38]) porte le nom de Lamarck.
- Les jardins de Valloires dans la Somme ont dédié 6 000 m2 au travail de Lamarck[39].
- Rue Lamarck à Paris dans le 18e
- En 1964, l'Union astronomique internationale a donné le nom de Lamarck à un cratère lunaire,
- plus tard (7296) Lamarck, un astéroïde.
- Le groupe de pop-rock Metal Hearts a une chanson intitulée Jean Baptiste en référence à Jean-Baptiste Pierre Antoine de Monet[40].
- Un bâtiment de l'université Paris-Cité, dans le 13e arrondissement de Paris, porte son nom[41].
- Île Lamarck, dans l'archipel de Pointe-Géologie (Terre-Adélie)